# 祝书元

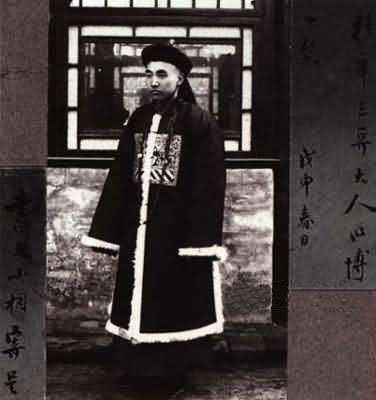
1908年，京師外城巡警廳檢事、京师工巡捐局局长祝書元。

祝書元（1882年—20世纪1945年后），字讀樓，一作竺楼，直隶大興人。清朝及中华民国政治人物、书法家。

## 生平
祝書元生于清朝光緒八年（1882年）。毕业于京師同文館。歷任京師馬路工程局局長、湖北高等學堂監督、湖北提法使、北京政府交通部祕書、內務部次長、天津電報局局長等职务。
1912年，朱璞、祝书元、韩宝贤、朱承杰、萧增炜、洪百鎏、汤纶、惠恩济、龚守仁、王郁睽、林昇、范桐茂、李升培、罗兆凤、李德铨、定耀、张孝慈、冯凤鸣、王绍祖等19人作为发起员在北京发起成立俭德会。
1937年抗日战争爆发后，日军占领北平，随后王克敏于同年抵达北平，召集董康、汤尔和、朱深、王揖唐、齐燮元等人，在北京饭店成立了一个以朱深为主、俞家骥为军师、原北洋政府二等官僚祝书元负责日常工作的“政府筹备处”。后来在此基础上成立了日本控制下的傀儡政权中华民国临时政府。祝书元任临时政府政务委员会秘书长。1940年4月1日，临时政府改组为汪精卫的南京国民政府下的华北政务委员会，其秘书厅是由原临时政府行政委员会秘书厅改组而成，下设文案、事务两处，祝书元任秘书厅厅长。
1940年6月7日，汪精卫政权批准王克敏辞去本兼各职，推选为中央政治会议委员和国民政府委员，任命王揖唐为华北政务委员会委员长兼常务委员及内务总署督办。6月9日王揖唐接任后，将秘书厅长祝书元改聘为华北政务委员会顾问，以原文案处长瞿益锴暂代秘书厅长。
1942年底至1943年初之间，华北政务委员会派祝书元等人接管了故宫博物院。
1943年2月9日，日本人通知汪精卫政权将王揖唐免职，由朱深继任华北政务委员会委员长。王揖唐的亲信、政务厅长兼秘书厅长夏肃初随王揖唐下台，朱深改派张仲直为政务厅长兼秘书厅长。后来，朱深的亲家祝书元又取代张仲直任秘书厅长。同年7月2日，朱深病死，王克敏继任委员长，直至1944年2月8日去职。此后，汪精卫政权改组华北政务委员会，王荫泰继任委员长，祝书元任总务厅次长（总务厅长为苏体仁）。
1945年日本投降后，作为华北政务委员会委员兼总务厅次长，祝书元因办理交代有功，被国民政府军事委员会北平行营主任李宗仁从待惩办的汉奸名单中销除。
祝書元工書法，擅长詩文。